# محوطه چشمه پهن فریدون ۱
محوطه چشمه پهن فریدون ۱ مربوط به دوره اشکانیان - دوره ساسانیان - سده‌های اولیه و میانه دوران‌های تاریخی پس از اسلام است و در شهرستان گیلانغرب، بخش مرکزی، دهستان چله، شرق و چسبیده به روستای چشمه پهن فریدون واقع شده و این اثر در تاریخ ۲۶ اسفند ۱۳۸۷ با شمارهٔ ثبت ۲۵۴۹۲ به‌عنوان یکی از آثار ملی ایران به ثبت رسیده است.